# Église Saint-Médard de Geloux
Pour les articles homonymes, voir Église Saint-Médard.
L’église Saint-Médard se situe sur la commune de Geloux, dans le département français des Landes. Elle est inscrite au titre des monuments historiques par arrêté du 30 juillet 1968.

## Présentation

### Historique
L'église primitive de Saint-Médard de Geloux est donnée en 1070 à l'abbaye de Saint-Sever par Arnaud-Seguin de Stag, dont le fils Raimond est devenu moine. C'est sans doute à peu près à cette date que commencent les travaux de construction de l'édifice actuel. Celui-ci comporte à l'origine seulement un chevet voûté et une nef charpentée. De cette époque, il reste un large contrefort extérieur orné de deux chapiteaux et, à l'intérieur, un arc d'entrée porté également par deux chapiteaux.
À partir du XIIIe siècle, les conflits opposant le roi de France au roi d'Angleterre, duc d'Aquitaine et de Gascogne, conduisent à fortifier l'église par la construction d'une tour carrée et d'une tourelle d'escalier contre une nouvelle façade occidentale. Au XIVe siècle, cette disposition est complétée par l'édification d'une seconde tour au-dessus du chevet.
Après les conflits liés à la guerre de Cent Ans, on crée sur le flanc sud de la nef une chapelle couverte d'une voûte d'ogives entièrement décorée de peintures murales dédiées au Christ et à la Vierge.
Enfin, au XIXe siècle, le développement démographique contraint à agrandir l'édifice en construisant des collatéraux de part et d'autre de la nef.

### Mobilier
L'église Saint-Médard de Geloux conserve un mobilier d'une richesse exceptionnelle, entièrement restauré. La pièce essentielle est formée par l'autel, le tabernacle, le retable du chœur principal, tous réalisés en bois doré et polychrome. Le tabernacle comporte un ensemble remarquable de statuettes et de bas-reliefs. Le retable est partagé en trois volets par des colonnettes et pilastres : sur le volet central, un tableau figurant la Crucifixion est surmonté d'un angelot entouré de nuages : les volets latéraux encadrent deux grandes statues représentant les deux saints patrons de l'église, saint Médard et saint Georges.
Sur le retable de la Vierge placé dans la chapelle nord, une Assomption peinte d'après Nicolas Poussin par le peintre montois Louis Anselme Longa est encadrée par les statues des parents de Marie, Joachim et Anne. Un autre ensemble de grand intérêt est constitué par le décor des fonts baptismaux : la restauration de sa clôture a permis de retrouver la polychromie naïve mais charmante d'origine et un remarquable bas-relief représentant le baptême de Jésus par Jean-Baptiste.
Le mobilier comporte encore une sculpture figurant Dieu le Père et trois vitraux des XIXe et XXe siècles. La porte d'entrée appartient à un groupe remarquable dû à l'art d'ébénistes montois de la fin du XVIIe et du XVIIIe siècle, représentant deux bas-reliefs figurant les saints patrons de l'église et divers décors, rinceaux, rosaces, têtes de lions, etc.

### Peintures murales
Les peintures appliquées au début du XVIe siècle sur l'ensemble des voûtes et la chapelle méridionale étaient dissimulées sous des enduits et des badigeons. Leur dégagement en 2003 a révélé un ensemble sans doute incomplet mais remarquable par la cohérence et la valeur symbolique et mystique de son programme.
Sur le mur côté est, le Christ en gloire vénéré par deux anges agenouillés domine toute la composition. À la base, les douze Apôtres sont représentés à l'intérieur d'autant d'arcades. Entre ces deux registres, les deux scènes de l'Annonciation et de la Crucifixion, origine et conclusion de la vie du Christ et de son œuvre de rédemption, encadrent une niche peinte devant laquelle devait être placée la statue de la Vierge.
Associés au Christ du mur est, les quatre Évangélistes sont figurés sur la voûte à l'intérieur de médaillons, avec des attributs caractéristiques. Sur l'arcade nord, les souffrances de la Passion du Christ sont évoquées par le thème des Cinq-Plaies - plaies des clous sur les mains et les pieds, plaie de la lance perçant le cœur -, objet d'une dévotion intense à la fin du Moyen Âge.